# Xyletobius lasiodes
Xyletobius lasiodes là một loài bọ cánh cứng thuộc họ Ptinidae.